# Pedro de Orléans e Bragança
Pedro de Alcântara de Orléans e Bragança (Petrópolis, 15 de outubro de 1875 – Petrópolis, 29 de janeiro de 1940), foi o filho mais velho da Princesa Isabel e do príncipe Gastão de Orléans, Conde d'Eu, e portanto, membro da família imperial brasileira. Como primogênito da herdeira presuntiva do trono brasileiro, recebeu o título de Príncipe do Grão-Pará, e ocupou o segundo lugar na linha de sucessão ao trono imperial do Brasil, durante o reinado de seu avô, o imperador D. Pedro II, que acabou com a abolição da monarquia e a Proclamação da República. É o patriarca do chamado Ramo de Petrópolis da Casa de Orléans e Bragança.
A dificuldade de sua mãe em conseguir engravidar a levou a Caxambu, na província de Minas Gerais, onde submeteu-se a um tratamento com as águas minerais daquela cidade. Em contato com religiosos, a princesa imperial fez a promessa de levantar um santuário no local caso conseguisse conceber um filho. Foi o que aconteceu, e até hoje existe na cidade a Igreja de Santa Isabel da Hungria, erguida por esta razão.
Em 1908, Pedro renunciou por si e por sua futura descendência a quaisquer direitos que possuía sobre o abolido trono brasileiro, para poder se casar com a condessa Elisabeth Dobrzensky de Dobrzenicz. É avô de Henrique de Orléans, Conde de Paris, pretendente ao trono francês, e do atual Duque de Bragança e pretendente ao trono português, Duarte Pio de Bragança.

## Infância e juventude
Pedro nasceu às 04h50min do dia 15 de outubro de 1875 em no Palácio Isabel em Petrópolis, após treze horas de parto. Era filho da Princesa Isabel, herdeira presuntiva do Império do Brasil, como filha mais velha do imperador D. Pedro II. Seu pai era o príncipe Gastão de Orléans, Conde d'Eu, neto do rei francês Luís Filipe I.

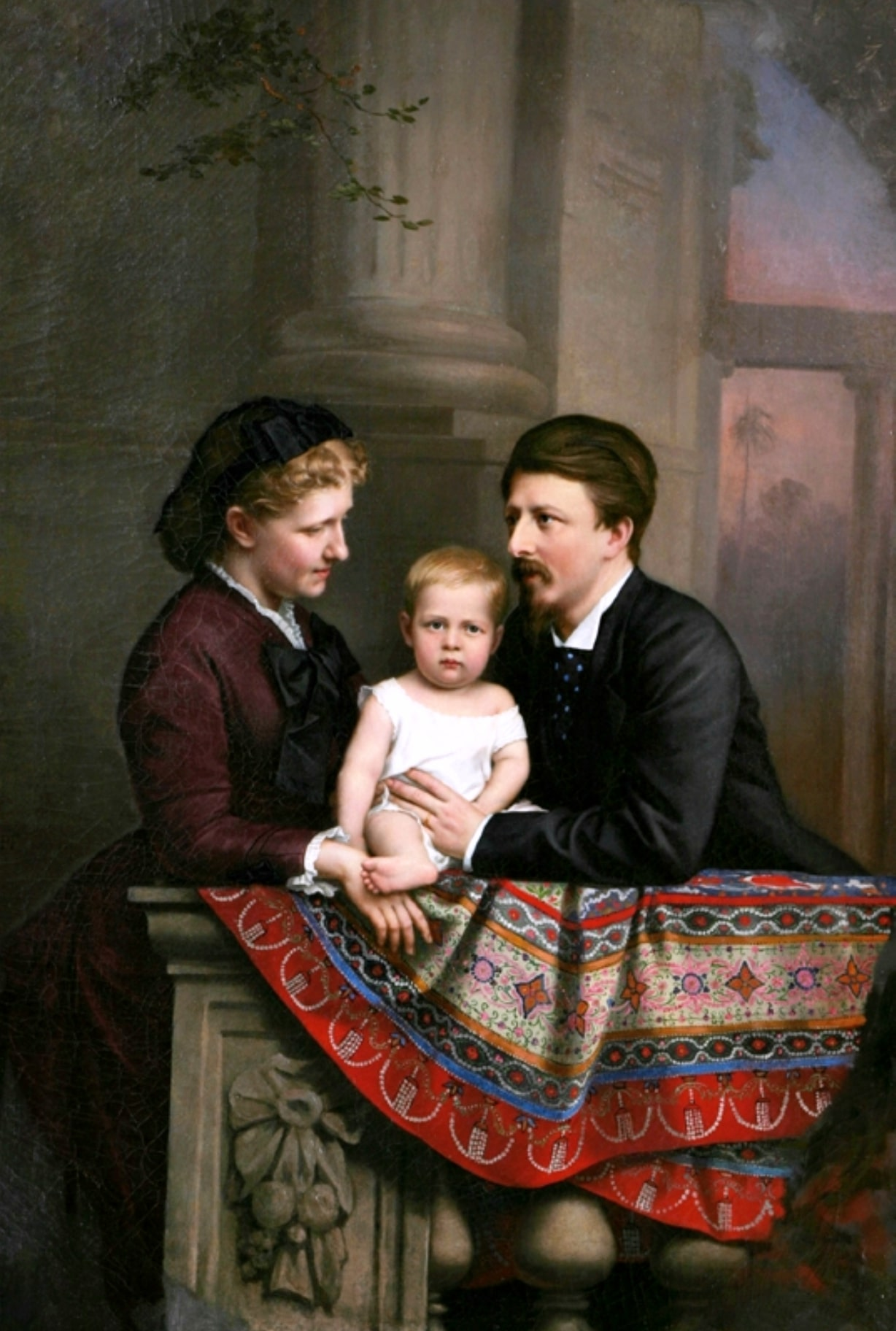
Pintura de Pedro de Alcântara com seus pais.

Embora tenha nascido sufocado, a enfermeira Soyer conseguiu reanima-lo; porém, por conta do parto trabalhoso, sofreu uma lesão no plexo braquial esquerdo, na altura da 7ª e 8ª raízes dos nervos cervicais do pescoço, que resultou na paralisia de uma das mãos e dos dedos (Paralisia de Klumpke).
Pedro recebeu desde seu nascimento o título de Príncipe do Grão-Pará, reservado ao segundo na linha de sucessão e primogênito dos Principes Imperiais.
Ele foi educado por preceptores, chefiados por Benjamim Franklin Ramiz Galvão, e viveu no Paço Isabel (atual Palácio Guanabara), no Rio de Janeiro, junto com seus irmãos mais novos Luís e Antônio.
Quando tinha catorze anos de idade, um golpe militar proclamou a república em 15 de novembro de 1889. Sua família seguiu então para o exílio, e durante a viajem, deve-se a ele um dos gestos mais pungentes quando sugeriu ao avô D. Pedro II a ideia de soltar-se uma pomba branca, em alto mar, a fim de que levasse as últimas saudades da Família Imperial para o Brasil. A pomba foi solta à altura da ilha de Fernando de Noronha, com uma mensagem assinada por todos da família, mas acabou caindo ao mar sem cumprir com seu propósito.

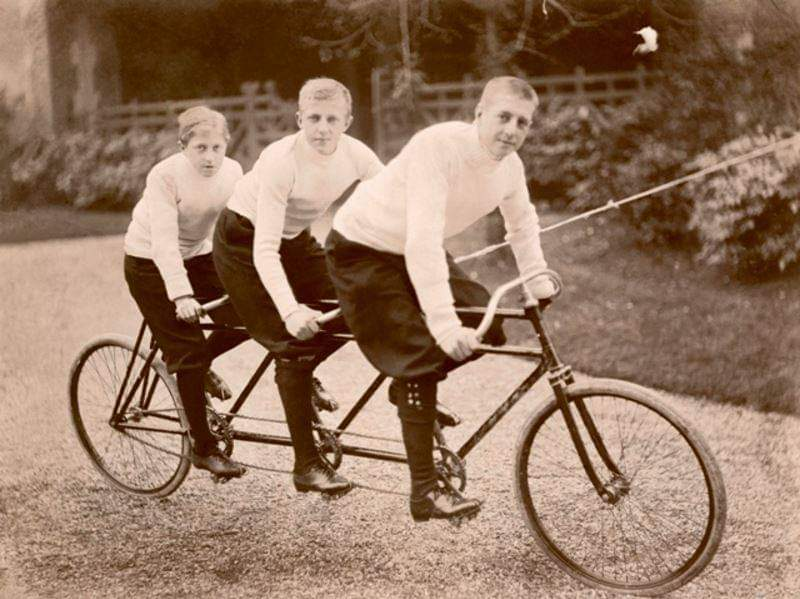
Pedro (frente), com seus irmãos Luis (centro) e Antonio (atrás).

Estabeleceu-se no exílio com sua família no Castelo d'Eu, na Normandia, França, tendo estudado no Império Áustro-Húngaro, onde fez seu curso militar e serviu no exército imperial e real daquele país.

## Tentativas de restauração
Com a deposição de seu avô, D. Pedro II, e a partida da família imperial para o exílio, vez por outra surgiam boatos e até iniciativas pela restauração.
Em 1893, a república cambaleava com a segunda Revolta da Armada e a Revolução Federalista no sul do país. O líder deste último movimento, Gaspar Silveira Martins, declaradamente monarquista, engajava-se em conspirações para restaurar a monarquia parlamentarista no Brasil. Já insistira em vão para que Pedro II retornasse ao país, após o marechal Deodoro ter fechado o Congresso Nacional. Com o avanço da revolução, propôs à Princesa Isabel que permitisse aos militares ligados à Revolta da Armada levarem seu filho mais velho, Pedro, para ser aclamado como imperador no Brasil. Ouviu da princesa que "antes de tudo sou católica, e, como tal, não poderia deixar aos brasileiros a educação do filho, cuja alma tinha de salvar". Indignado, Silveira Martins respondeu: "Então, senhora, seu destino é o convento".
A família imperial não se dispôs aos riscos de uma aventura sangrenta no sul do Brasil. Se, por um lado, o então príncipe imperial teria dado a uma revolução que tinha homens e armas uma alma, por outro lado, poupou-se do triste fim de Custódio de Melo, Gumercindo Saraiva e tantos outros que mediram forças com a república.

## Renúncia ao trono
Em 1896, Pedro que até então servia no Exército Austríaco, passou a visitar a casa de dois amigos soldados. Em uma dessas visitas ele conheceu a irmã deles, a jovem condessa Elisabeth Dobrzensky de Dobrzenicz. 
Na época, as leis das casas reais eram restritas e formais. O herdeiro de um trono só podia se casar com uma princesa de sangue real. Seus pais pediram a ele que aceitasse uma espera de cinco anos de reflexão antes de tomar sua decisão sobre o casamento com Elisabeth. Os cinco anos de reflexão passaram e Pedro continuou fiel a sua eleita. Sua mãe solicitou então sua renúncia, e assim ele o fez em 30 de outrobro de 1908. Com a renúncia de Pedro, os direitos dinásticos ao extinto trono brasileiro passaram a seu irmão Luís.
Um instrumento de renúncia foi emitido em três vias, todos assinados por Pedro diante de sua mãe, chefe da Casa imperial do Brasil, a qual enviou uma das vias ao Diretório Monárquico do Brasil, então localizado no Rio de Janeiro, aos 9 de novembro de 1908.
Após a renuncia do filho, o Conde d'Eu apresentou uma proposta ao Duque de Orléans para que este concedesse aos seus descendentes o direito de sucessão no trono francês, perdidos por ele quando de seu casamento com a Princesa Isabel em 1862. Essa propsta era provocado, especialmente, pelo desejo do Conde d'Eu em deixar, entre seus filhos, uma descendência principesca puramente francesa. Ademais, como Pedro havia renunciado, sua esposa e seus descendentes não teriam títulos principescos, e não conseguiriam contrair casamentos dentro de outras casas reais. Tais propostas foram aceitas pelo Duque de Orléans em 24 de abril de 1909, onde foi feito uma declaração que reconhecia o Conde d'Eu e seus descendentes como pertencente a uma casa distinta da Casa Real da França, e a criação do título de Príncipes e Princesas de Orléans e Bragança. Assim, Pedro manteve-se como príncipe, garantindo que tanto ele quanto seus descendentes se casassem com membros de casas reais sem ter o casamento considerado morganático. Prova do cumprimento do acordo por parte da família Orléans foi o fato da aceitação, em 1931, do casamento da filha mais velha de Pedro, Isabel, com o Conde de Paris.

## Casamento
Pedro e Elisabeth se casaram em 14 de novembro de 1908, na Igreja de Versalhes. Elisabeth era filha do barão Johann-Wenzel II Dobrzensky de Dobrzenicz, proveniente de uma antiga família nobre da Boêmia (àquela época a Boêmia encontrava-se sob a soberania do Império Áustro-Húngaro), e da baronesa Isabel Kottulin de Krzischkowitz e Kottulinsky.
A Princesa Isabel pediu ao imperador Francisco José da Áustria que elevasse a condição nobiliárquica da família de Elisabeth, que foi elevada ao título nobiliárquico de conde em 1906. Até então seus antepassados haviam sido barões.

## Retorno ao Brasil

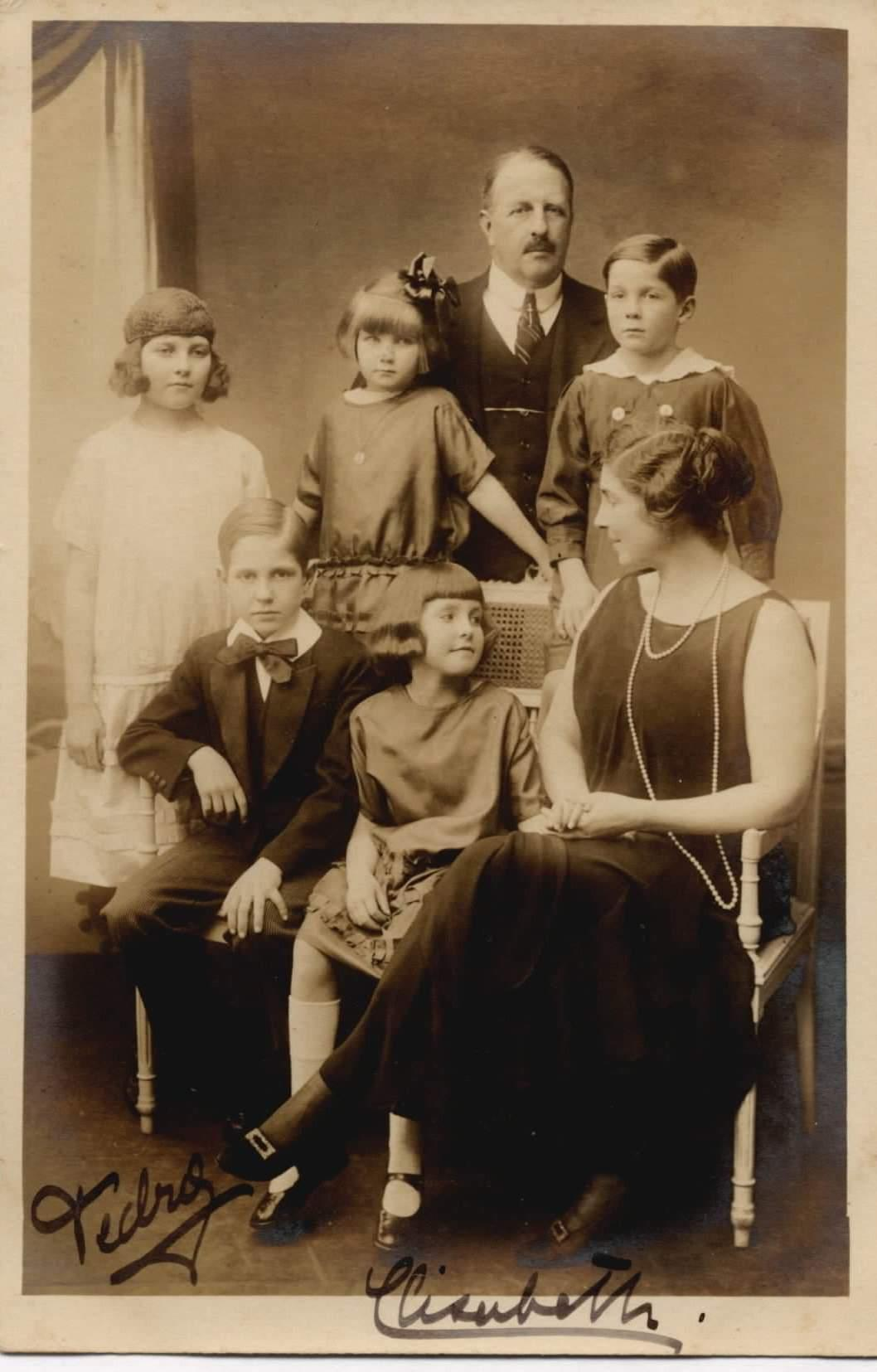
Pedro de Alcântara, Elisabeth e seus filhos

Pedro, após a revogação do banimento, veio ao Brasil para realizar excursões de caça nos sertões brasileiros. Acompanhado por seu secretário, fez entre 1926-1927 uma das viagens mais conhecidas da época: um "auto-raid" da Bolívia até o Rio de Janeiro, percorrendo quatro mil quilômetros de automóvel por estradas praticamente intransitáveis. Dessa expedição existem reportagens publicadas por Mario Baldi em jornais e revistas ilustradas brasileiras e europeias. Muitas fotografias foram feitas na ocasião; as imagens fazem parte da coleção Mario Baldi, da secretaria de cultura de Teresópolis, cidade onde morava o austríaco. Mais uma expedição foi feita pelo príncipe e seu secretário, desta vez com os filhos de Pedro, em 1936.
Nesta ocasião os expedicionários visitaram aldeias indígenas dos sertões brasileiros. A revista A Noite Ilustrada publicou várias reportagens e fotografias de Mario Baldi, que fez novamente a documentação da aventura. 
Pedro retornou definitivamente ao Brasil na década de 1930, estabelecendo-se no Palácio do Grão-Pará, em Petrópolis. Tornou-se figura obrigatória nas comemorações e realizações locais, sendo muito admirado pela maneira afetuosa e simpática com que sempre se dirigia aos seus compatriotas. Foi escolhido como presidente de honra do Instituto Histórico de Petrópolis.
Nessa mesma cidade o príncipe faleceu, aos 64 anos de idade, vítima de uma doença respiratória, e foi sepultado no cemitério local com honras de chefe de estado. Em 1990, seus restos mortais foram trasladados junto com os de sua esposa para o Mausoléu Imperial, na Catedral de São Pedro de Alcântara, em Petrópolis, onde repousam ao lado das tumbas de seus pais e avós, num jazigo simples.

## Repercussão da renúncia

### A sucessão dinástica

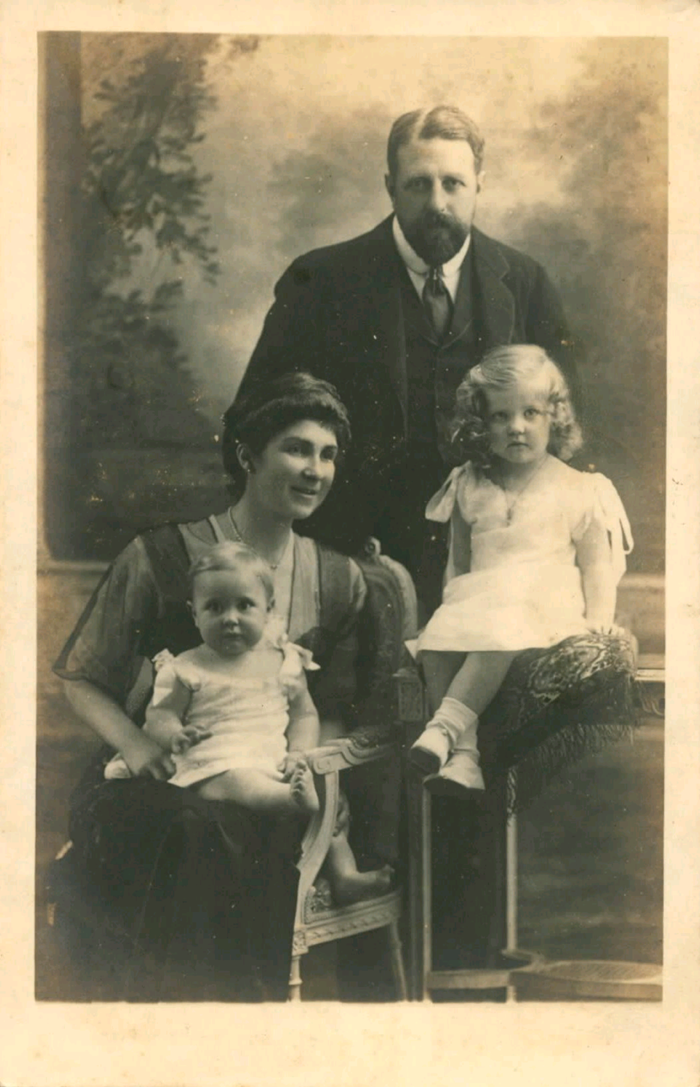
Pedro, Elisabeth, Isabel e Pedro Gastão.

Seu irmão, Luís, que havia se tornado o herdeiro após a renúncia de Pedro, faleceu em 1920, após contrair reumatismo ósseo nas trincheiras durante a Primeira Guerra Mundial. Sua mãe, D. Isabel, então chefe da casa imperial, morreu no ano seguinte, em 1921, legando ao seu neto, filho de Luís, Pedro Henrique, então com apenas doze anos de idade, a chefia da casa. Este tinha o apoio do avô, o Conde d'Eu, e do próprio Pedro, que dava total apoio ao sobrinho, e encaminhava questões monárquicas a ele.
A jovialidade de Pedro Henrique e a falência de dois dos principais membros da casa imperial criaram a oportunidade para algumas pessoas questionarem a validade do documento de renúncia de Pedro. O próprio chegou a considerar a possível invalidade jurídica de sua renúncia, pois afirmara em entrevista:
Quando há muitos anos renunciei aos direitos da chefia da Casa imperial do Brasil  – Disse A.A. – em favor de meu irmão o Príncipe D. Luiz, o fiz apenas em caráter pessoal sem atender as determinações das Leis do extinto imperio do Brasil , sem prévia consulta à nação, sem os necessários protocolos que precedem atos dessa natureza, não foi, além disso, uma renúncia hereditária [sic]. Mas tarde conversando na Europa e durante minhas visitas ao Brasil, com alguns monarquistas, verifiquei que minha renúncia não é válida por muitos motivos, além dos que acabo de citar. O Conselheiro João Alfredo, que detinha em se poder uma cópia autêntica da renúncia, também me afirmou idêntico parecer. .</ref>
Porém, anos mais tarde, retificara sua posição:
Corre por aí pretender eu reaver os direitos de sucessão eventual ao trono do Brasil, com prejuízo de D. Pedro Henrique, meu sobrinho, renegando minha renúncia de 1908. A minha renúncia, em 1908, é válida, embora muitos monarquistas (...) entendessem que, politicamente e pelas leis brasileiras que vigoravam em 1889, ela deve ser ratificada pelas Câmaras no caso de ser restaurada a monarquia. Aliás, na minha família nunca haverá dissensões ou disputas por causa do poder imperial.
O Conde d'Eu viria a falecer em 1822, e até o falecimento em 1940, no Palácio do Grão-Pará, em Petrópolis, onde residia, Pedro honrou a renúncia.
Entretanto, foi após sua morte, que a chamada questão dinástica brasileira ganhou força. Ela foi iniciada principalmente por Pedro Gastão, filho de Pedro, que nunca aceitou a renúncia do pai em favor do tio. Porém, quando da morte de Pedro, seu sobrinho Pedro Henrique já tinha mais de trinta anos de idade e vinte anos de chefia da casa imperial, posição consolidada e que dificilmente seria questionada pelos partidários de Pedro Gastão.
À época do plebiscito de 1993, pelo qual se consultaria a forma e sistema de governo que a população preferia, a questão dinástica foi novamente levantada. Disputas ocorreram para decidir quem seria o candidato do movimento monarquista, se Luís, filho de Pedro Henrique, ou Pedro Gastão, o que acabou por dividir e enfraquecer a causa monárquica. De fato, Pedro Gastão era o que recebia mais destaque na propaganda eleitoral gratuita, onde Luís sequer tinha espaço. Após a morte de Pedro Gastão, porém, a questão dinástica encerrada, quando seu filho Pedro Carlos se declarou republicano em jornal.

## Títulos e honrarias

### Títulos e estilos
- 15 de outubro de 1875 – 5 de dezembro de 1891: Sua Alteza Imperial o Príncipe do Grão-Pará
- 5 de dezembro de 1891 – 30 de outubro de 1908: Sua Alteza Imperial o Príncipe Imperial
- 30 de outubro de 1908 – 26 de abril de 1909: Sr. Pedro de Alcântara de Orléans e Bragança
- 26 de abril de 1909 – 29 de janeiro de 1940: Sua Alteza Real o Príncipe Pedro de Alcântara de Orléans e Bragança[12]

### Honrarias
Império do Brasil
| Ordre national de la Croix du Sud | Grã-Cruz da Imperial Ordem do Cruzeiro do Sul |
| Ordre de Pierre Ier               | Grã-Cruz da Imperial Ordem de Pedro Primeiro  |
| Ordre de la Rose                  | Grã-Cruz da Imperial Ordem da Rosa            |

 Império do Japão
| Ordre du Soleil levant | Grã-Cruz da Ordem do Sol Nascente |

## Descendência
Pedro de Alcântara e Elisabeth tiveram 5 filhos:
| Imagem | Nome                         | Nascimento              | Morte                  | Notas |
| ------ | ---------------------------- | ----------------------- | ---------------------- | --- |
|        | Isabel de Orléans e Bragança | 13 de agosto de 1911    | 5 de julho de 2003     | Casou-se com o príncipe Henrique d'Orléans, Conde de Paris e pretendente orleanista ao trono da França. O casal teve cerca de 11 filhos.                                                                                     |
|        | Pedro Gastão                 | 19 de fevereiro de 1913 | 27 de dezembro de 2007 | Casou-se com a infanta Maria da Esperança de Espanha. O casal teve cerca de 6 filhos. |
|        | Maria Francisca              | 8 de setembro de 1914   | 15 de janeiro de 1968  | Casou-se com D. Duarte Nuno de Bragança, Duque de Bragança e pretendente ao trono de Portugal. O casal teve três filhos. |
|        | João                         | 15 de outubro de 1916   | 27 de junho de 2005    | Casou-se por duas vezes, a primeira com Fátima Sherifa Chirine, viúva do príncipe Hassan Toussoun do Egito, de quem se divorciou em 1971 e a segunda com Teresa Leite, com descendência apenas do primeiro, seu único filho. |
|        | Teresa                       | 18 de junho de 1919     | 18 de abril de 2011    | Casou-se com Ernest Martorell y Caldero, com descendência. |

Pedro é avô de Henrique de Orléans, Conde de Paris e do atual Duque de Bragança, Duarte Pio de Bragança.